# Sheryl Swoopes
Sheryl Denise Swoopes (* 25. März 1971 in Brownfield, Texas, Vereinigte Staaten) ist eine ehemalige professionelle Basketballspielerin. Ihre größten Erfolge feierte sie mit den Houston Comets in der Women’s National Basketball Association sowie der US-amerikanischen Nationalmannschaft.

## Karriere

### Verein
Sheryl Swoopes spielte in der WNBA lange bei den Houston Comets und wechselte erst spät zu einem anderen Verein. Mit dem Team aus Houston konnte sie vier WNBA-Meisterschaften erringen und auch viele individuelle Auszeichnungen erringen, unter anderem dreimal die Auszeichnung MVP der WNBA.
Sie wurde für ihre Leistungen in der WNBA sowohl 2006 in das aus zehn Spielerinnen bestehende WNBA All-Decade Team als auch zum 15-jährigen Jubiläum der Liga im Jahr 2011 zu den WNBA's Top 15 Players of All Time gewählt. 2016 wurde sie in die Naismith Memorial Basketball Hall of Fame aufgenommen. 2021 wurde sie unter die 25 Greatest Players in WNBA History gewählt.

### Nationalmannschaft
Sie gewann mit der US-amerikanischen Frauenbasketballmannschaft dreimal die olympische Goldmedaille (1996, 2000 und 2004) sowie 2002 die Basketball-Weltmeisterschaft.

## Sonstiges
1993 wurde sie mit der Sportler des Jahres-Auszeichnung von Associated Press geehrt. Swoopes ist die erste Frau im Basketball, nach der ein Sportschuh des Sportartikelherstellers Nike benannt wurde: „Air Swoopes“. Swoopes lebt offen homosexuell.